# استدامة ثقافية

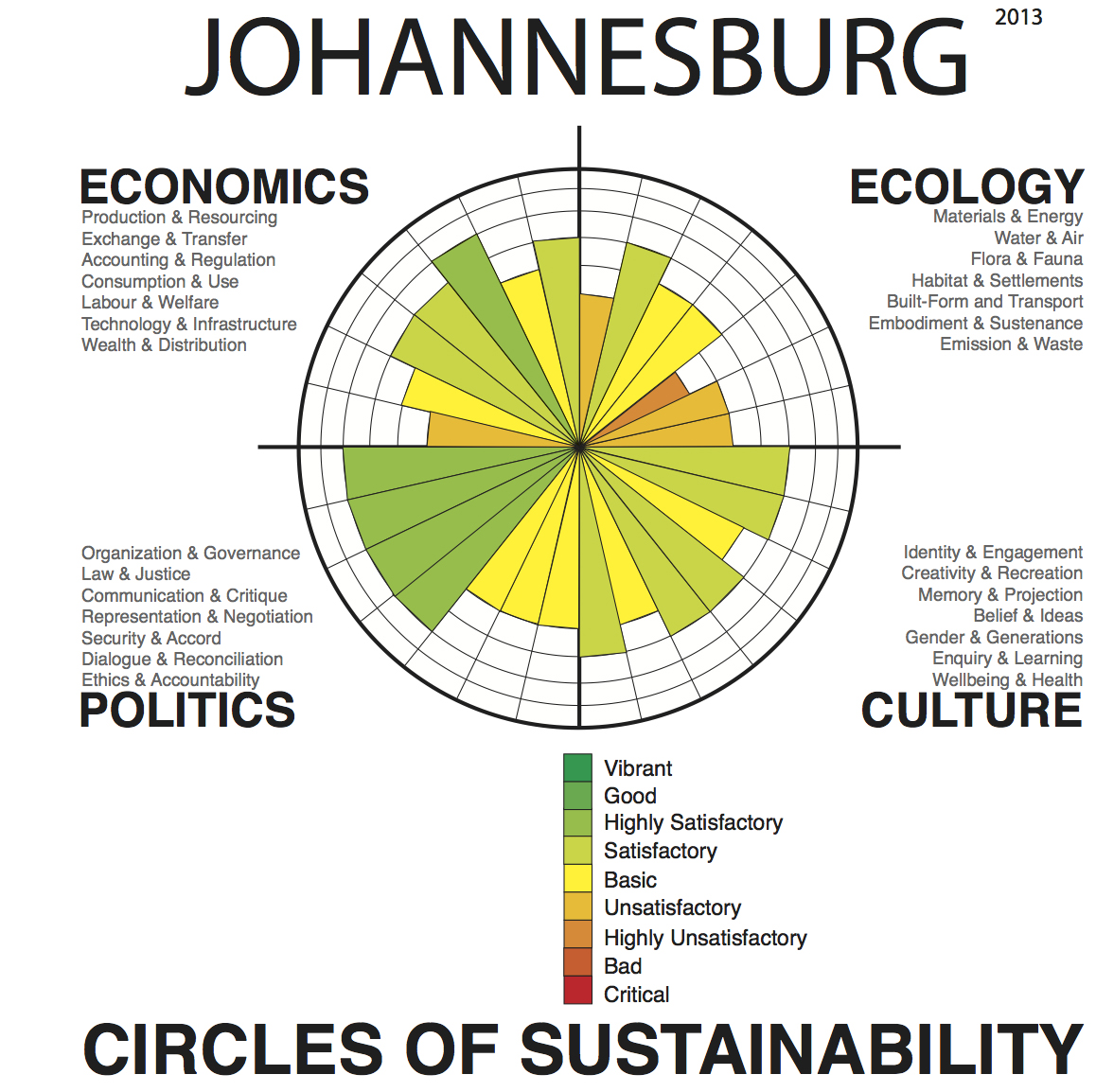

تتعلق الاستدامة الثقافية من حيث صلتها بالتنمية المستدامة (الاستدامة) بالحفاظ على المعتقدات الثقافية، والممارسات الثقافية، والحفاظ على التراث، والثقافة بكيانها الخاص، ومحاولات الإجابة على السؤال حول ما إذا كانت ستوجد أي ثقافات معينة في سياق المستقبل أو لا. تُعرّف الثقافة على أنها مجموعة من المعتقدات والأخلاق والأساليب ومجموعة من المعارف البشرية التي تعتمد على انتقال هذه الخصائص إلى الأجيال الشابة. تُعرّف الاستدامة على أنها القدرة على الاستدامة أو الاستمرار. تداخل المفهومان في المجالات الاجتماعية والسياسية، وبالتالي أصبحا من أهم مفاهيم الاستدامة.
ذُكرت الاستدامة الثقافية لأول مرة في عام 1995، كما اقترحت خيارات قابلة للتطبيق في مجال السياسة الاجتماعية، موفرة حلول لقضايا التنمية المستدامة.
يمكن اعتبار الاستدامة الثقافية قضية أساسية، حتى كشرط مسبق يجب تلبيته من أجل تحقيق التنمية المستدامة. ما يزال الفهم النظري والمفاهيمي للاستدامة الثقافية في الأطر العامة للتنمية المستدامة غامضًا، وبالتالي، فإن دور الثقافة ضعيف التنفيذ في السياسة البيئية، وكذلك في السياسة الاجتماعية. يكون تحديد أثر الاستدامة الثقافية من خلال التحقيق في مفهوم الثقافة في سياق التنمية المستدامة، من خلال النهج والتحليلات متعددة التخصصات. يعني هذا دراسة أفضل الممارسات لإدخال الثقافة في السياسات العامة والسياسة الاجتماعية وكذلك المجالات العملية، وتطوير الوسائل والمؤشرات لتقييم آثار الثقافة على التنمية المستدامة.
صُنّفت الاستدامة الثقافية دائمًا ضمن الركن الاجتماعي لأركان الاستدامة الثلاث، إلا أنه قد وُضعت الاعتبارات مؤخرًا لجعل الاستدامة الثقافية ركيزة خاصة بها، مع التطورات الأخيرة في هذا المجال، نظرًا لأهميتها المتزايدة في المجالات الاجتماعية والسياسية والبيئية، والمجالات الاقتصادية. تكمن أهمية الاستدامة الثقافية في قوتها المؤثرة على الناس، إذ أن القرارات التي تُتخذ في سياق المجتمع تثقلها بشدة معتقدات ذلك المجتمع.

## المشهد الاجتماعي السياسي
للثقافة تأثير ساحق على التخطيط الاجتماعي والاقتصادي والسياسي، لكنها فشلت حتى الآن في الاندماج في السياسة والسياسة الاجتماعية على نطاق واسع، نُفّذت مع ذلك بعض السياسات المتعلقة بالعمل السياسي والسياسات العامة في بعض الاتفاقيات التي تُنفّذ على نطاق عالمي. الثقافة موجودة في كل مناحي المجتمع، من آثار الأجيال السابقة، إلى قيم المجتمع التراكمية. يمكن تقسيم الثقافة داخل المجتمع إلى موضوعين فرعيين بنفس الأهمية، ويساعدان في وصف الخصائص الثقافية المحددة. تعتبر هذه الفئات كما حددتها منظمة الأمم المتحدة للتربية والعلم والثقافة (اليونسكو) «مادية» و «غير مادية». تكون الأشياء المادية مثل الأضرحة واللوحات والمباني والمناظر الطبيعية والتكوينات الإنسانية الأخرى بمثابة تمثيل مادي للثقافة في تلك المنطقة، وهي على الرغم من قلة منفعتها الاجتماعية والسياسية، إلا أنها بمثابة معالم مادية وأشياء معتمدة ثقافيًا، والتي أُنشئت معانيها في سياق ذلك المجتمع وحوفظ عليها. تراكم هذه الخصائص الثقافية هو ما يقيس السلامة الثقافية للمجتمع، وهذه الخصائص قادرة بطبيعتها على تحويل المشاهد ذات الطبيعة السياسية والاجتماعية والبيئية، من خلال تأثير هذه القيم والبقايا التاريخية على السكان.
لم تتحقق إلا نجاحات قليلة بتنفيذ السياسة الثقافية في سياق السياسات العامة بسبب نقص المعلومات التجريبية المتعلقة بموضوع الاستدامة الثقافية. تحتوي الفئة اللامادية على خصائص قابلة للتطبيق اجتماعيًا وسياسيًا، مثل الممارسات والتقاليد والجماليات والمعرفة والتعبيرات وما إلى ذلك. تجسد هذه الخصائص المنفعة الاجتماعية والسياسية من خلال تعليم الناس والإسكان والعدالة الاجتماعية وحقوق الإنسان والتوظيف وغير ذلك.
تساهم هذه القيم في رفاهية المجتمع من خلال استخدام التفكير الجماعي والمُثل أيّ الثقافة. توفر الثقافة أيضًا مساحة أكبر للتوسع في آثارها على المجتمع. يُستخدم الإبداع والاحترام والتعاطف على وجه التحديد والممارسات الأخرى، لخلق التكامل الاجتماعي وكذلك لخلق الشعور «بالذات» في العالم.

### تنفيذ الاتفاقية
لم يحقق تنفيذ السياسة على نطاق عالمي نجاحًا كبيرًا، ولكنه كان كافيًا لإظهار اهتمام متزايد بموضوع الاستدامة الثقافية. حققت الاتفاقيات التي نُفّذت على نطاق واسع ذلك، شاملةً العديد من البلدان في معظم القارات. كانت اليونسكو مسؤولًة عن الغالبية العظمى من هذه الاتفاقيات، مؤكدة أن الاستدامة الثقافية والتراث الثقافي بمثابة حجر الزاوية القوي في المجتمع. إحدى الاتفاقيات ذات الصلة التي عُقدت في عام 2003 هي «اتفاقية حماية التراث الثقافي اللامادي» التي تعلن أنه يجب حماية الثقافة ضد جميع الخصوم العدائيين. طُبّقت هذه الحماية على أساس فهم أن الثقافة تضمن الاستدامة. سيصبح تنفيذ السياسة القائمة على التاريخ الثقافي موضوع نقاش واسع النطاق، وسيطرح أن الثقافات ستكون قادرة على الازدهار في سياق الحاضر والمستقبل. تحيط الاتفاقيات التي أصدرتها اليونسكو بشأن الحفاظ على الثقافة واستدامتها بتعزيز التنوع الثقافي، مما يعني تعدد الثقافات والمثل في ثقافة واحدة كبيرة.

## الإرث الثقافي
تحافظ التذكارات الثقافية والتحف من تاريخ الثقافات على دور مهم في المجتمع الحديث، إذ يُحتفظ بها كآثار وأضرحة من أجل تذكر قصص الأجداد ومعارفهم ومهاراتهم وأساليبهم، وتعلم دروس لا تقدر بثمن من الماضي. تستخدم الثقافات اليوم المكتبات والمعارض الفنية والمتاحف كعنصر نائب لهذه الأشياء الهامة وغيرها من القطع الأثرية المهمة ثقافيًا. لا تُوقّر هذه الأشياء فحسب، بل غالبًا ما تكون المباني نفسها رمزًا للسلامة الثقافية للمجتمع الذي تنتمي إليه. أكبر عائق أمام الاستدامة الثقافية - بالربط مع الركائز الأخرى للاستدامة- هو التمويل. تعتمد الاستدامة الاقتصادية على عدد من الأنظمة ذات الأهداف المعينة، لضمان الازدهار الاقتصادي من خلال القضاء على الإنفاق حيث لا حاجة إليه. تفشل المباني الثقافية مثل المتاحف في كثير من الأحيان في الحصول على التمويل الذي تحتاجه لمواصلة الحفاظ على القطع الأثرية المهمة ثقافيًا.